# جان فيليب (مغني)
جان فيليب (بالفرنسية: Jean Philippe)‏ هو مغني فرنسي، ولد في 1931 في فرنسا.

## وصلات خارجية
- جيان فيليب على موقع IMDb (الإنجليزية)
- جيان فيليب على موقع ميوزك برينز (الإنجليزية)
- جيان فيليب على موقع أول ميوزيك (الإنجليزية)
- جيان فيليب على موقع ديسكوغز (الإنجليزية)